# Todd Capp
Todd Capp (* um 1945 in New York City) ist ein US-amerikanischer Jazz- und Improvisationsmusiker (Schlagzeug) und Galerist.

## Leben und Wirken
Capp begann während seines Studiums an der University of Chicago mit dem Schlagzeugspiel. Auf der South Side Chicagos spielte er mit Bluesmusikern (wie Arthur Crudup) und im Umfeld der zu dieser Zeit entstehenden Association for the Advancement of Creative Musicians (AACM), wie Roscoe Mitchell, Lester Bowie, Anthony Braxton, Elvin Bishop, Jason Kao Hwang und Douglas Ewart. Nach einem Aufenthalt in Nordkalifornien, wo er mit dem Free Arts Workshop und dem Keyboarder Eddie Sears gearbeitet hatte, kehrte er nach New York zurück. Dort spielte er u. a. mit Denman Maroney im Club The Kitchen und in Clyde Cottens Kwanzaa Ensemble im Club Baby Grand. Ende der 1970er-Jahre leitete er das Improvising Orchestra, dem u. a. auch William Parker, Jason Hwang und Roy Campbell angehörten und in Lofts in Downtown New York auftrat. 1978 entstand das Album Quintessence (das aber erst 1999 veröffentlicht wurde). 1980 erhielt er ein Meet the Composer Stipendium und arbeitete daneben als Konzertpromoter der Blind Boys of Alabama. Aus seinem Improvising Orchestra ging eine neue Band namens None of the Above hervor, die mit ihrer Rock-Single Feel Like a Dog 1983 einen Underground-Hit in John Peels Radiosendungen hatte. 
In den frühen 1980er-Jahren beendete Capp vorläufig seine Musikerkarriere und eröffnete 1985 im New Yorker East Village (223 East 10th Street) eine Kunstgalerie, in der er Bildende Künstler wie Tony Fitzpatrick, Joe Coleman, Ken Brown, David Butler, Stefano Bicini, Henri Chariot, Leya Evelyn, John Geldersma, Augustus Goertz III, Greg Kaats und Eric Sparre ausstellte. Ein improvisiertes Duett mit Rashied Ali bewog ihn schließlich dazu, wieder als Schlagzeuger aufzutreten. In den 2000er-Jahren tourte er in Frankreich mit dem Open Jazz Quartet, in New York trat er mit dem John Hagen Trio (Segments, 2002), Joe Giardullos Language of Swans in New Yorker Spielstätten wie Cornelia Street Cafe, Knitting Factory, Roulette, The Stone, Santos Party House sowie 2010 auf dem Vision Festival auf. In den folgenden Jahren spielte Capp u. a. mit Bryan Eubanks und Andrew Lafkas (Ocean Roars 1000 Drums); außerdem entstand 2006 im Trio mit Stephen Gauci und Reuben Radding das Album First Third. Es folgten Kooperationen mit Connie Crothers, Simone Weißenfels, Per Gardin, Hannes Buder, Sylvain Kassap, Benjamin Duboc, Satoshi Takeishi, Guillermo Gregorio, Michael Lytle, Welf Dorr/Joe Hertenstein sowie den Live-Elektronikern Mikey Holmes, Mailis Rodrigues und dem Lyriker Steve Dalachinsky in Paris. 2013 gründete er die Formation Todd Capp's Mystery Train, ein elektroakustisches Improvisationsensemble, das Free Jazz, Minimal-Drone und Dreampop verschmilzt.

## Diskographische Hinweise
- The Improvising Orchestra: Improvising Orchestra, Vol. 1: Quintessense (Lucky Tiger, 1999), mit James Lott, William Parker, Rashid Bakr, Kim Starner, Augustus Goertz, Ray Anderson, Arthur Williams
- Stephen Gauci, Reuben Radding, Todd Capp: First Third (577 Records, 2006)
- Oceans Roar 1000 Drums (Ilse 2009, ed. 2012), mit Bryan Eubanks und Andrew Lafkas
- Todd Capp's Mystery Train (2015), mit Kurt Ralske, Watson Jennison, Andrew Lafkas, Gao Jiafeng, Michael A. Holmes